# Cyathea atrovirens
Cyathea atrovirens,  es una especie de helecho arborescente, de la familia de las Cyatheaceae. Es nativa de Argentina, Brasil, Paraguay.
Está amenazado por pérdida de hábitat.
El Cyathea atrovirens fue declarado monumento natural de la provincia de Misiones en Argentina mediante la ley n.º 4186 (que lo llama Alsophila atrovirens) sancionada el 5 de mayo de 2005, junto con el Alsophila plagiopteris – Alsophila procera – hemitolis sp. y Dicksonia sellowiana.